# آنتونیو مارتین اسپینا
آنتونیو مارتین اسپینا (اسپانیایی: Antonio Martín Espina‎؛ زادهٔ ۱۸ ژوئن ۱۹۶۶) بازیکن بسکتبال اهل اسپانیا بود.
وی در مسابقات کشوری و بین‌المللی در مجموع برندهٔ ۱ مدال نقره، ۱ مدال برنز شده‌است.